# Chrysopodes oswaldi
Chrysopodes oswaldi är en insektsart som beskrevs av Penny in Penny 2002. Chrysopodes oswaldi ingår i släktet Chrysopodes och familjen guldögonsländor. Inga underarter finns listade i Catalogue of Life.